# Eulogio Ugarte Tejada
Eulogio Ugarte Tejada fue un abogado, juez, catedrático y político peruano. 
Nación en la hacienda de Paltaybamba, en el actual distrito de Vilcabamba, provincia de La Convención, en 1858. Fue miembro de la Corte Superior de Justicia de Cusco. Se casó con Julia Ladrón de Guevara Palomino en 1890 con quien tuvo un hijo, Marcos Teobaldo Ugarte Guevara quien participó en la Primera Guerra Mundial como capitán del Ejército Francés. Tras enviudar en 1892, se casó en segundas nupcias con Rosa Augusta Tejada Pacheco el 15 de enero de 1894.
Fue elegido diputado por la provincia de en 1901 hasta 1906 durante los gobiernos de Eduardo López de Romaña, Manuel Candamo, Serapio Calderón y José Pardo y Barreda en la República Aristocrática. Fue reelecto en 1907.
En los años 1900 fue catedrático de la Universidad Nacional de San Antonio Abad del Cusco.
Desde el 5 de septiembre de 1930 fue nombrado por el presidente Luis Miguel Sánchez Cerro como vocal de la Corte Suprema del Perú jubilándose en 1931.
Murió de bronconeumonía en la ciudad del Cusco el 11 de agosto de 1939.